# Violet MacMillan
Violet MacMillan (4 de marzo de 1887 - 28 de diciembre de 1953) fue una actriz estadounidense en producciones teatrales de Broadway, vodevil y películas mudas.

## Carrera temprana
MacMillan ganó fama como la "Chica Cenicienta" en un concurso para descubrir a una mujer con pies lo suficientemente pequeños como para usar una pequeña zapatilla dorada. Ella dudó, pero entró en un espectáculo de Broadway y ganó. Su pie medía 11½ talla de niño.

## Actriz de teatro
Pronto tuvo un papel principal en la producción original del musical, The Time, The Place and The Girl. Mientras actuaba en esta obra, en la temporada de 1908, la actriz fue operada en el Hospital Harper, de Detroit, Michigan.
Completó una exitosa gira de vodevil en 1916. Participó en la producción teatral, The Wishing Slippers, en Universal City, California. Otra obra destacable es In And Out of the Movies. Actuó en esta "rareza de vodevil" en el Medio Oeste a finales de 1917.

## Películas mudas
En el cine, MacMillan se unió a la compañía de valores de The Oz Film Manufacturing Company y debutó en las versiones cinematográficas de Su Majestad, el Espantapájaros de Oz (como Dorothy Gale), La chica de retazos de Oz (como Ojo), y La capa mágica de Oz (como el rey Bud de Noland), todas realizadas en 1914, y la serie perdida de cortometrajes escritos y producidos por L. Frank Baum, Violet's Dreams, en la que interpretó a una niña llamada Claribel que tenía aventuras de cuentos de hadas en sus sueños.[cita requerida]
También fue actriz de Universal Pictures. Hizo veintiséis películas, terminando con el papel de Violet Bronson en The Mystery Mind (1920), una serie de 15 capítulos sobre un culto satánico en la pérdida Atlántida. Entre sus coprotagonistas en películas se encontraban Lon Chaney, Blanche Ring, Trixie Friganza y Julian Eltinge.
MacMillan se retiró del mundo del espectáculo en 1922.

## Vida personal y muerte
Como la Sra. John H. Folger, era la esposa de un ejecutivo industrial, quien se convirtió en su agente de prensa en el mundo del espectáculo.
Fue miembro de Zonta International, el Grand Rapids Club, una organización sin fines de lucro que trabaja para mejorar el estatus de la mujer a través del servicio y la defensa en todo el mundo. También se desempeñó como presidenta del Grand Rapids Club de 1930 a 1932.[cita requerida]
Violet MacMillan, a los 66 años, murió en su casa de Grand Rapids el 28 de diciembre de 1953.